# Marcus Sieff, Baron Sieff of Brimpton
Marcus Joseph Sieff, Baron Sieff of Brimpton Kt OBE FRCS (* 2. Juli 1913 in Didsbury, Manchester; † 23. Februar 2001 in London) war ein britischer Unternehmer und Politiker, der zwischen 1972 und 1984 Vorstandsvorsitzender des Einzelhandelsunternehmens Marks & Spencer sowie ein führender Vertreter des britischen Zionismus war und 1980 als Life Peer aufgrund des Life Peerages Act 1958 Mitglied des House of Lords wurde. Sieff war der erste Sohn eines Life Peers, der ebenfalls selbst als Life Peer in den Adelsstand erhoben wurde.

## Leben

### Familiäre Herkunft und Studium
Marcus Sieff war der Enkel von zwei mittellosen Einwanderern aus Polen: Der eine, Ephraim Sieff, gründete in Manchester ein Unternehmen, das Baumwollabfälle sortierte und weiterverkaufte, während der andere, Michael Marks, mit einem geliehenen Grundkapital von fünf Pfund Sterling als Hausierer in den Dörfern in der Umgebung von Leeds Waren verkaufte. Später gründete er einen Marktstand mit dem Slogan „Frag nicht nach dem Preis, der ist ein Penny“ (‚Don’t ask the price, it’s a penny‘). Marks begründete 1894 Marks & Spencer als Kette von Penny-Läden.
Beide Familien waren Nachbarn in Manchester und die zweite Generation, Marcus Sieffs Vater Israel Sieff und sein Onkel Simon Marks, heirateten jeweils die Schwester des anderen, so dass die familiär-geschäftliche Verbindung der Familie Sieff zu Marks & Spencer begründet wurde, nachdem die Unternehmensanteile vom Nachfolger des ursprünglichen Partners, Thomas Spencer, 1917 gekauft wurde.
Nach dem Besuch der Manchester Grammar School und der traditionsreichen St Paul’s School in London absolvierte er ein Studium der Wirtschaftswissenschaften am Corpus Christi College der University of Cambridge, das er mit einem Bachelor of Arts abschloss. Im Anschluss wurde er Angestellter in einem der Geschäfte von Marks & Spencer am Hammersmith Broadway in West-London.

### Zweiter Weltkrieg sowie Engagement für den Zionismus und den Staat Israel
Neben seiner späteren unternehmerischen Tätigkeit engagierte sich Sieff bereits frühzeitig wie seine Eltern für den Zionismus und nahm bereits 1917 in Manchester als Vierjähriger an einer Feier für die nach dem damaligen Außenminister Arthur James Balfour benannten Balfour-Deklaration teil, in der sich Großbritannien mit dem 1897 festgelegten Ziel des Zionismus einverstanden erklärte, in Palästina eine „nationale Heimstätte“ des jüdischen Volkes zu errichten. An dem Treffen nahm als Hauptredner auch Chaim Weizmann teil, ein Freund der Eltern von Marcus Sieff und später erster Staatspräsident Israels. Er selbst besuchte Palästina erstmals 1929 als Schüler.
Vor dem Zweiten Weltkrieg trat er am 18. April 1939 als Unterleutnant in die Reserve der British Army ein und war zunächst bei einer Territorialeinheit der Royal Engineers. Später nahm er an Kampfeinsätzen als Erkundungsoffizier für feindliche Truppenbewegungen im Afrikafeldzug, Mittleren Osten und Italien teil. Nachdem er die Mitteilung erhielt, dass er für die erwarteten Stationierungen von Truppen in Istanbul zuständig werden sollte, unternahm er als Tourist getarnt eine Aufklärungsfahrt, wurde aber bald von der türkischen Polizei ausgewiesen.
Am Vorabend der zweiten Schlacht von El Alamein gab er im Oktober 1942 eigenmächtig einen Befehl an seine Einheit, um Truppen und Munition schneller an die Front zu bringen. Da dieser eigenmächtige Befehl seinem ursprünglichen Befehl widersprach, drohte ihm ein Untersuchungsgerichtsverfahren, das aber durch ein Dankschreiben an seine Einheit durch den Oberbefehlshaber der britischen Truppen im Afrikafeldzug, General Bernard Montgomery, eingestellt wurde. Zuletzt wurde er zum Oberst befördert und 1944 als Officer des Order of the British Empire (OBE) ausgezeichnet.
Nach Kriegsende kehrte er 1945 zunächst nach Marks & Spencer zurück. Nach Gründung des Staates Israel erhielt er jedoch im Mai 1948 eine Nachricht vom ersten Ministerpräsident David Ben Gurion, in dem dieser ihn um Hilfe im drohenden Konflikt mit Israels arabischen Nachbarländern bat. Nach seiner Einreise nach Israel wurde er Transportberater des Verteidigungsministeriums von Israel. Während des damaligen Palästinakrieges nahm er in der Folgezeit an wichtigen Beratungsgesprächen mit Ben-Gurion teil und brachte dabei seine eigenen Kriegserfahrungen für Kampfeinsätze der israelischen Streitkräfte ein. Aus jener Zeit stammten auch seine persönlichen Beziehungen zu späteren führenden Politikern Israels wie Golda Meir und Schimon Peres.

### Aufstieg zum Vorstandsvorsitzenden von Marks & Spencer
Nach der Beendigung seiner Tätigkeit für das israelische Verteidigungsministeriums kehrte er 1951 nach Großbritannien zurück. Er wurde wieder Mitarbeiter von Marks & Spencer und 1954 als Direktor in den Vorstand des Unternehmens berufen. Zunächst war er zuständig für die Lebensmittelabteilung, die er wesentlich vergrößerte, und später verantwortlich für Operationen und Personal des Unternehmens. Trotz seiner teilweise schwierigen Beziehung mit seinem Onkel Simon Marks, der 1961 als 1. Baron Marks of Broughton, of Sunningdale in the Royal County of Berkshire geadelt wurde und bis zu seinem Tod 1964 Vorstandsvorsitzender des Unternehmens blieb, wurde deutlich, dass er zum Vorstandsvorsitzenden aufgebaut werden sollte.
Die von Marcus Sieff erlernten Management-Grundsätze des Unternehmens wurden im Wesentlichen von Israel Sieff und Simon Marks in den 1930er Jahren entwickelt. Das erste Prinzip betraf die Qualitätskontrolle und den Wert des Geldes, die eine langjährige Zusammenarbeit mit Warenlieferanten und eine sorgfältige Kontrolle von deren Fertigungsprozessen begründete. Ebenfalls wichtig war die Zufriedenheit der Mitarbeiter, die durch Vorteile wie Firmenrestaurants bis hin zur Fußpflege erreicht wurde. Manager wurden dazu ermutigt, Bürokratie innerhalb des Unternehmens zu minimieren und durch tägliche Geschäftsrundgänge im Kontakt mit dem Tagesgeschäft zu bleiben.
Marcus Sieff gehörte zur dritten Generation der Familie, die im Unternehmen tätig waren und erreichte Ende der 1960er Jahre die höchsten Führungspositionen. Nachdem sein Vater Israel Sieff, der 1966 als Baron Sieff, of Brimpton in the Royal County of Berkshire, ebenfalls geadelt wurde und 1964 Nachfolger seines Schwagers Simon Marks, 1967 seine Tätigkeit als Vorstandsvorsitzender beendete, wurde mit Edward Joseph Sieff zunächst ein weiterer Onkel Vorstandsvorsitzender, während er selbst Co-Geschäftsführer (Joint Managing Director) wurde. Zuvor war er bereits zwischen 1965 und 1967 Assistierender Geschäftsführer (Assistant Managing Director). Daneben wurde er 1965 Mitglied des British National Export Council (BNEC) und Vorsitzender von dessen Exportausschuss für Israel.
1972 wurde Marcus Sieff, der zum 1. Januar 1971 für seine Verdienste um den Außenhandel zum Knight Bachelor geschlagen wurde und fortan den Namenszusatz „Sir“ führte, schließlich Nachfolger seines Onkels Edward Joseph Sieff als Vorstandsvorsitzender von Marks & Spencer und bekleidete diese Funktion zwölf Jahre lang bis 1984.
Allerdings war die Zeit von einer der stärksten wirtschaftlichen Rückschritte in Großbritannien geprägt. Er betonte dabei immer wieder die Verdienste des Prinzips von Marks & Spencer als freies Unternehmen „mit menschlichem Gesicht“ ebenso wie die schädliche Wirkung von zu hohen Steuern und einer zu starken Einmischung der Regierung. Zugleich drängte er andere Einzelhandelsunternehmen seiner Firmenpolitik nachzueifern, die den Kauf von 90 Prozent von Waren von britischen Produzenten vorsah. Zwar war das Handelskonzept in den städtischen Hauptgeschäftsstraße in den 1970er und 1980er unnachgiebig stark und widerstandsfähig gegen die Rezession, aber auch unternehmensintern kam es wegen Schwierigkeiten bei überseeischen Entwicklungen in Frankreich und Kanada zu Problemen.

### Vermittler im Nahostkonflikt
Auch als Vorstandsvorsitzender von Marks & Spencer blieb Sieff ein überzeugter Unterstützer Israels und setzte sich für den Frieden mit Israels Nachbarn ein. Den ihm vom damaligen Premierminister der Labour Party, James Callaghan, 1974 angebotene Übernahme des Postens des Botschafters in Israel lehnte er jedoch mit der Begründung ab, dass „niemand glauben würde, dass er die Interessen des Vereinigten Königreichs in den Vordergrund stellen würde, auch wenn er dies tun würde“ (‚no one would believe that I would put the United Kingdom's interests first, even if I was doing so‘).
Nach dem Abschluss des Camp-David-Abkommen vom 17. September 1978 versuchte er den Friedensprozess im Nahostkonflikt auch dadurch zu unterstützen, dass er Ägypten wirtschaftliche Beratung anbot und führte dazu mehrere Gespräche mit dem Präsidenten von Ägypten Anwar as-Sadat. Während der Amtszeiten der israelischen Ministerpräsidenten Menachem Begin und Jitzchak Schamir zwischen 1977 und 1984 kritisierte er jedoch zeitweise auch Israels Mangel an nachdrücklicher Wirtschaftsführung und seine unnachgiebige Außenpolitik. Andererseits unterstützte er die Arbeit von Schimon Peres als Ministerpräsident und Außenminister sowie dessen Engagement im Oslo-Friedensprozess zur Lösung des Konflikts mit der Palästinensischen Befreiungsorganisation (PLO).

### Oberhausmitglied und weitere Ehrungen
Sieff wurde durch ein Letters Patent vom 14. Februar 1980 aufgrund des Life Peerages Act 1958 als Life Peer mit dem Titel Baron Sieff of Brimpton, of Brimpton in the Royal County of Berkshire, in den Adelsstand erhoben und gehörte damit dem House of Lords bis zu seinem Tod als Mitglied an. Nach seinem Onkel Simon Marks und seinem Vater Israel Sieff war er somit die dritte Führungsperson von Marks & Spencer, die selbst zum Peer geadelt wurde, während sein Cousin Michael Marks nach dem Tod seines Vaters 1964 den Titel als 2. Baron Marks of Broughton erbte und als Hereditary Peer ebenfalls dem Oberhaus angehörte. Marcus Sieff war der erste Sohn eines Life Peers, der ebenfalls selbst als Life Peer in den Adelsstand erhoben wurde. Seine offizielle Einführung (Introduction) erfolgte am 5. März 1980 mit Unterstützung durch Katharine Elliot, Baroness Elliot of Harwood und Frank Byers, Baron Byers.
1982 gerieten er und andere Vorstandsmitglieder von Marks & Spencer in die öffentliche Kritik, nachdem bekannt wurde, dass sie ihre Häuser an das Unternehmen verkauft und anschließend zu günstigen Konditionen gemietet hätten. Für seine langjährigen Verdienste erhielt er 1983 einen Ehrendoktor des Babson College sowie einen Ehrendoktor der Rechtswissenschaften (Hon. LL.D.) der University of St Andrews.
Sieff trat 1984 als Vorstandsvorsitzender zurück und wurde Ehren-Vorsitzender von Marks & Spencer, während mit Derek Rayner erstmals ein Vorstandsvorsitzender berufen wurde, der nicht zu den Familien Marks oder Sieff gehörte. 1984 wurde er Fellow des Royal College of Surgeons of England (FRCS).
Darüber hinaus war er zwischen 1986 und 1993 Vorsitzender des Aufsichtsrates der Tageszeitung The Independent, Vorstandsmitglied von Wicks plc und Trustee der National Portrait Gallery (NPG) in London. Daneben fungierte er von 1987 bis 1989 als Vorstandsmitglied von Sock Shop. Des Weiteren verlieh ihm 1986 die University of Reading einen Ehrendoktor der Literaturwissenschaften (Hon. D.Litt.) sowie die University of Stirling ein weiteres Ehrendoktorat. Darüber hinaus erhielt er von University of Leicester einen weiteren Ehrendoktor der Rechtswissenschaften.

### Familie
Marcus Sieff war vier Mal verheiratet. 1937 heiratete er seine erste Frau Rosalie Fromson, eine Tänzerin der Dorchester Follies, von der er 1947 geschieden wurde, nachdem das Paar bereits fünf Jahre aufgrund seines Kriegseinsatzes getrennt war. Aus der Ehe ging sein einziger Sohn David Daniel Sieff hervor, der zwischen 1972 und 1997 ebenfalls Vorstandsmitglied von Marks & Spencer war und 1999 zum Knight Bachelor geschlagen wurde.
Mit seiner zweiten Frau Elsie Florence Gosen, die als Managerin einer Friseurkette in New York City tätig war, war er lediglich zwischen 1951 und 1953 verheiratet.
1956 heiratete er seine dritte Frau Brenda Mary Beith, eine Schauspielerin und Ansagerin bei der BBC. Aus dieser 1962 geschiedenen Ehe ging seine Tochter Amanda Jane Sieff hervor, die ebenfalls für Marks & Spencer tätig war.
Zuletzt heiratete er 1963 die aus Polen stammende Pauline Lily Spatz und war mit ihr bis zu deren Tod 1997 verheiratet.

## Veröffentlichungen
- Collequial Russian, 1943
- Stability in the Middle East, 1955
- A Joint Effort for a Common Purpose: How Marks & Spencer Co-operates with Its Suppliers, 1978
- Don’t Ask The Price. The Memoirs of the President of Marks & Spencer, Autobiografie, 1987
- Marcus Sieff on Management: The Marks & Spencer Way, 1990